# Cantone di Saint-Germain-de-Calberte
Il Cantone di Saint-Germain-de-Calberte era una divisione amministrativa dell'arrondissement di Florac.
È stato soppresso a seguito della riforma complessiva dei cantoni del 2014, che è entrata in vigore con le elezioni dipartimentali del 2015.
Comprendeva i comuni di:
- Le Collet-de-Dèze
- Moissac-Vallée-Française
- Saint-André-de-Lancize
- Saint-Étienne-Vallée-Française
- Saint-Germain-de-Calberte
- Saint-Hilaire-de-Lavit
- Saint-Julien-des-Points
- Saint-Martin-de-Boubaux
- Saint-Martin-de-Lansuscle
- Saint-Michel-de-Dèze
- Saint-Privat-de-Vallongue